# Nazik Al-Malaika
Nazik Al-Malaika (Bagdá, 23 de agosto de 1922 – Cairo, 20 de junho de 2007) foi uma poetisa e escritora iraquiana. Foi a primeira a escrever em árabe em verso livre ao invés da rima clássica.
Publicou sua primeira primeira coleção de poemas em 1947. Sua segunda veio dois anos depois. Malaika deixou seu país em 1970.